# يوديد القصدير الثنائي
 يوديد القصدير الثنائي مركب كيميائي له الصيغة SnI2، ويكون على شكل بلورات حمراء برتقالية.

## التحضير
يحضر يوديد القصدير الثنائي من تفاعل فلز القصدير مع يوديد الهيدروجين، كما يمكن أن يحضر من تفاعل كلوريد القصدير الثنائي مع يوديد البوتاسيوم كما في المعادلات:
Sn + 2 HI → SnI2 + H2
SnCl2 + 2 KI → SnI2 + 2 KCl

## الخواص
- يتفاعل يوديد القصدير الثنائي مع الماء عند التماس معه (تفاعل حلمهة).
- يعاير يوديد القصدير الثنائي في الكيمياء التحليلية باستخدام ثنائي أمين الإيثيلين رباعي حمض الخل وأنيون اليودات.[3]
- لبلورات يوديد القصدير الثنائي بنية بلورية تتبع النظام البلوري أحادي الميل، لها المجموعة الفراغية C2/m، أما أبعاد الشبكة البلورية فتكون كالتالي: a=14:17 Å و b=4:535 Å و c=10:87 Å أنغستروم.[4]

وقد وجد أن رقائق يوديد القصدير الثنائي تختلف ببنيتها عن البلورات الكبيرة، وذلك يعود إلى تحول في البنية من α-SnI2 أحادي الميل إلى β-SnI2 سداسي الوجوه. تكون أبعاد وحدة الخلية كالتالي: a = (4.506 ± 0.014) Åو c = (6.946 ± 0.011) Å أنغستروم.

## الاستخدامات
- تستخدم يوديد القصدير الثنائي في تحضير رقائق (films) تتميز بأن لها خاصة فلورية ضوئية photoluminescence.

## وصلات خارجية
- طريقة تحضير يوديد القصدير الثنائي